# Chromatophore (Zelle)

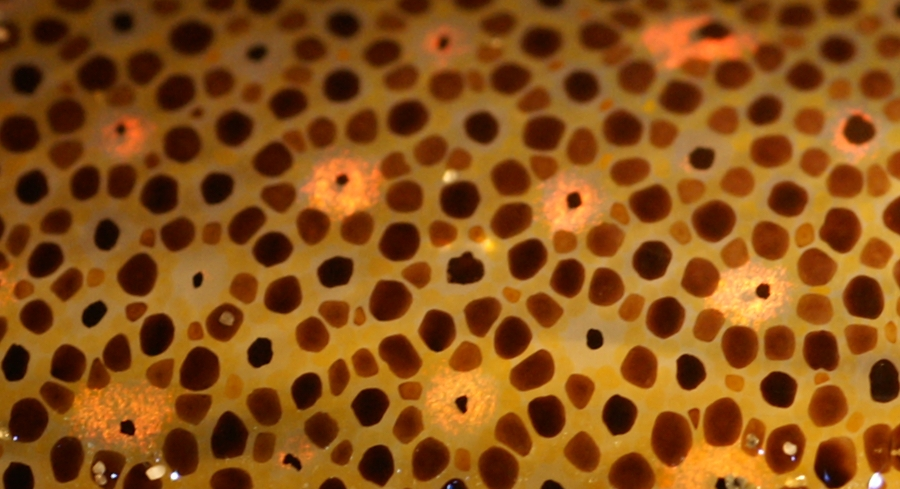
Chromatophoren in der Haut eines ostpazifischen Tintenfischs der Art Loligo opalescens.

Als Chromatophore (von altgriechisch χρωμάτιον chromátion, deutsch ‚Pigment‘ und altgriechisch φορός phorós, deutsch ‚tragend‘), auch Pigmentzelle oder Farbzelle, wird in der Biologie eine pigmentierte Zelle von Gewebetieren bezeichnet, die meistens oberflächennah im Körper liegt. Zu unterscheiden sind diese Farbzellen von den ebenfalls als Chromatophoren bezeichneten zellulären Einschlüssen.

## Chromatophoren-Typen bei Tieren
Manche dieser Chromatophoren können ihr Pigment an andere Zellen der Haut weitergeben, so an keratinbildende (Keratinozyten), womit es dann auch in Hautanhangsgebilden wie Schuppen, Haaren oder Federn erscheint. Deren farbige Wirkung wird allerdings nicht allein durch die selektive Lichtabsorption des Chromophors von Pigmenten hervorgerufen, sondern entsteht als sogenannte Strukturfarbe auch durch Reflexion, Streuung und Brechung an feinen, oft mehrlagigen Strukturen, insbesondere bei irisierenden Effekten.
Bei Echten Knochenfischen werden die Chromatophoren meist in sieben Gruppen klassifiziert, bei Amphibien werden drei Chromatophorentypen unterschieden.

### Pigmentzellen
Eine Chromatophore als pigmenthaltige Zelle bei Wirbeltieren, Krebstieren, Schnecken und Kopffüßern kann nach Art des Pigments typisiert werden.
Erythrophoreenthält Carotinoide (Astaxanthin) und Pterine meist in Erythrosomen; mit rötlicher Farbe, so bei Echten Knochenfischen und Reptilien wie Chamäleons
Melanophore oder Melanozytträgt Melanine meist in Melanosomen; bräunlich bis schwarz, z. B. bei Echten Knochenfischen wie dem Koboldkärpfling, bei Amphibien, Reptilien, Vögeln oder Säugetieren wie beim Menschen
Cyanophoreenthält bläuliche Pigmente meist in Cyanosomen, bei Echten Knochenfischen nur bei der Gattung Synchiropus wie Mandarinfisch
Leucophoreenthält weiße Pigmente meist in Leucosomen, bei Echten Knochenfischen
Xanthophoreenthält Carotinoide und Pterine meist in Xanthosomen; mit gelblicher Farbe, so etwa bei Echten Knochenfischen, Amphibien und Reptilien wie Chamäleons

### Interferenzerzeugung
Chromatophoren mit reflektierenden Strukturen kommen ebenfalls vor:
Guanophorespeichert reflektierende Guaninkristalle; weißlich-silbrig-irisierend, bei Chamäleons
Iridophorereflektierend, vorzugsweise blaue Farbe erzeugend durch Interferenz mit Kollagenfibrillen
Erythro-Iridophorerötlich-violett reflektierend, bei Echten Knochenfischen
Bei Knochenfischen werden drei reflektierende Chromatophorentypen gefunden.
Das Irisieren, ein regenbogenfarbiges Schillern in Interferenzfarben, kommt durch Brechung und Reflexion an mehrlagigen molekularen Strukturen in der Zelle zustande. Guanophoren von Neontetra können diesen Effekt durch Änderung des Abstandes zwischen den guaninkristallhaltigen Schichten beeinflussen und abhängig vom Lichteinfall regeln.

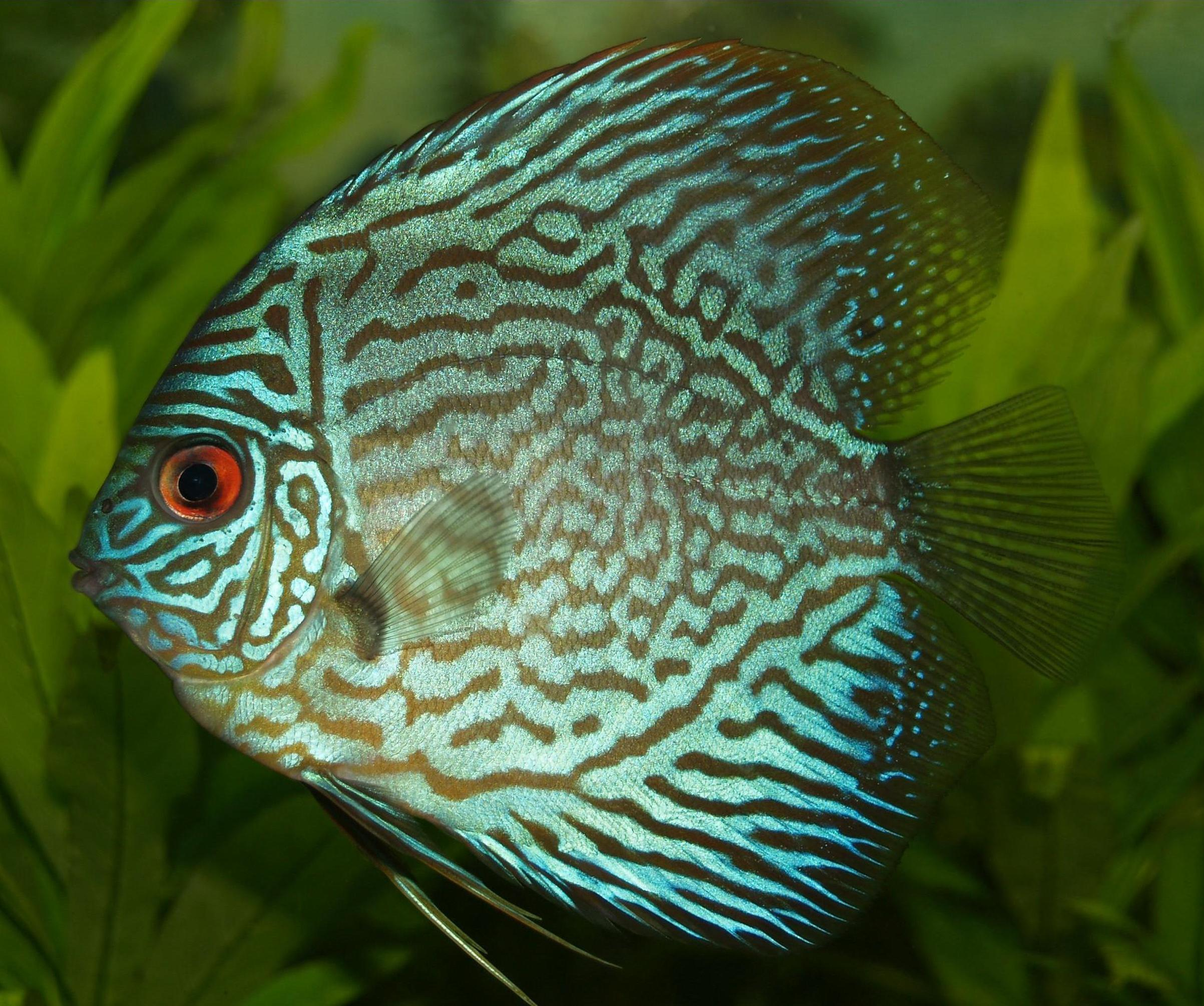
Diskusfisch eines blauen Phänotyps (Symphysodon aequifasciatus)

Blaufärbung geht bei echten Knochenfische fast immer – außer bei Synchiropus – auf Schichten dicht gepackter Kollagenfibrillen zurück, die durch Interferenz bläuliches Licht zurückwerfen, beispielsweise bei den Diskusfischen. Ebenso wird eine bläuliche Färbung bei Amphibien, Reptilien, Vögeln (Vogelfedern) und Säugetieren – wie die beim Mandrill oder die blaue Irisfarbe beim Menschen – durch besonders gelagerte Kollagenfibrillen erzeugt.

### Mehrfarbigkeit
Vielfarbigkeit wird meist durch Kombination verschiedener Chromatophoren erreicht, z. B. bei Vogelfedern, wobei Grün durch Kombination gelber Pigmente mit blauer Strukturfarbe erreicht wird oder die farbige Musterung bei Diskusfischen durch zwei verschiedene pigmenthaltige Chromatophoren plus durch Interferenzerzeugung.
Polychromatische Chromatophoren sind im Tierreich selten. Bei der Schwimmgarnele Palaemonetes vulgaris treten Chromatophoren mit vier Pigmenten auf: Erythrosomen, Leucosomen, Xanthosomen und Cyanosomen. Bei Amphibien konnten dichromatische Chromatophoren beobachtet werden mit Melanosomen und Xanthosomen. Beim Mandarinfisch wurden ebenfalls dichromatische Chromatophoren beschrieben mit Cyanosomen und Erythrosomen.
Polychromatische Chromatophoren ermöglichen einen raschen Farbwechsel durch Neuanordnung der verschiedenen Pigmentkörper innerhalb der Chromatophoren.

## Farbmuster und Farbwechsel
Viele Organismen bilden auf ihren Oberflächen Farbmuster aus. Bei zahlreichen Tieren beruht dies auf Zellen im oberflächennahen Gewebe unter der Cuticula, der Kalkschale oder dem Chitinpanzer beziehungsweise an der Verteilung von besonderen Pigmentzellen in ihrer Haut.
Chromatophoren können statisch verankert sein und gewähren damit eine charakteristische unveränderliche Farbgebung oder Farbmuster (Aposematismus, Mimikry, Tarnung (Biologie)).
Ein morphologischer Farbwechsel tritt langfristig in Erscheinung – beispielsweise altersabhängig oder jahreszeitabhängig. Er wird durch eine Veränderung der Pigmentmenge in den einzelnen Farbzellen oder auch durch eine Veränderung der Gesamtzahl an Pigmentzellen erreicht.
Eine physiologische Farbänderung als chromatische Anpassung verläuft oft rasch. Dies kann dann auch situationsabhängig auf verschiedene Reize hin geschehen. Unterschiedliche anatomische Strukturen wurden dazu entwickelt: Beim einfachsten Aufbau gestattet eine Veränderung der Form der Pigmentzelle oder die Verlagerung der in ihr enthaltenen Pigmente oder eine Verlagerung der Chromatophore innerhalb des Gewebes einen Farbwechsel. Bei Kopffüßern und Amphibien, wahrscheinlich auch bei anderen Tiergruppen, bestehen komplexe chromatophore Organe, welche einen Farbwechsel oft überaus schnell bewerkstelligen.

## Verteilung der Chromatophoren
Farbzellen können einzeln, zusammen mit innervierten Muskelzellen oder als chromatophore Organe in einer äußeren Gewebeschicht eingebettet sein.

### Einzelne Chromatophoren in einer Gewebeschicht
Farbzellen können einzeln in einem Epithel verteilt sein und statische Farbmuster erzeugen oder komplexiert mit innervierten Muskelzellen für einen raschen Farbwechsel. So liegen in der Iris von Oktopussen eine Vielzahl unterschiedlicher Chromatophorentypen nebeneinander, jeweils von innervierten Chromatophoren-Muskeln veränderbar. Die motorischen Enden der Chromatophorenerven haben ein zusätzliches Ende in präsynaptischer Position, das wahrscheinlich als Modifikator der neuromuskulären Übertragung fungiert. Die Chromatophoren sind nackt und weisen ein röhrenförmiges Kanalsystem zwischen Plasmalemma und Pigmentbehälter auf, das dem T-System der Muskelzellen ähnelt.

### Chromatophore Organe
Chromatophore Organe stellen gegenüber dem umgebenden Gewebe abgrenzbare Komplexe aus verschiedenen Zelltypen dar, bestehend aus unterschiedlichen Chromatophorentypen, Nervenzellen und Muskelzellen. Sie dienen dem raschen Farbwechsel.

#### Aufbau bei Kopffüßern
Einige Kopffüßer wie Kalmare besitzen chromatophore Organe, die aus fünf Zelltypen zusammengesetzt sind: 
1. eine zentrale Pigmentzelle
2. radial angeordnete, schräg gestreifte Muskelfasern
3. Nervenfortsätze
4. Gliazellen
5. umhüllende Reflektorzellen (letztere fehlen bei Oktopussen).

Ein Zyklus aus muskulärer Zusammenziehung und Ausdehnung eines chromatophoren Organs kann innerhalb etwa einer Sekunde durchlaufen werden. Das pigmenthaltige Zellorganell der zentralen Farbzelle besteht als wurmartiges elastisches Kompartiment, das im Englischen als cytoelastic sacculus (zytoelastischer Sacculus) bezeichnet wird.

#### Aufbau bei Amphibien
Viele Amphibien besitzen chromatophore Organe in ihrer Haut, welche aus drei Chromatophorentypen bestehen. Xanthophoren befinden sich unmittelbar unterhalb der Basallamelle. Iridophoren, die lichtreflektierende Organellen enthalten, befinden sich direkt unter den Xanthophoren. Unter jeder Iridophore befindet sich eine Melanophore, aus der sich Fortsätze nach oben zur Iridophore erstrecken. Fingerartige Strukturen ragen aus diesen Fortsätzen heraus und grenzen feste Abstände zwischen den Xanthophoren und den Iridophoren ab. Wenn ein Frosch dunkler wird, bewegen sich Melanosomen innerhalb der Melanophore nach oben und fließen in die Fingerfortsätze, womit die darüber liegende Iridophore vor dem Lichteinfall cachiert wird. Schnelles Erblassen wird durch die Leerung der Fingerfortsätze von Melanosomen erreicht. Eine blasse Färbung von braun bis grün wird durch die darüber liegenden Xanthophoren und Iridophoren bewerkstelligt.

## Farbzellen von Pflanzen
Auch Pflanzen bilden Pigmente in Zellen der Epidermis von Blatt bzw. Blüte oder Fruchtschale. Ihre Farbzellen können neben den Chloroplasten beispielsweise Chromoplasten enthalten mit Pigmenten, die dann nicht der Photosynthese dienen. Deren Farbspiel stellt häufig lockende Signale dar, nicht nur für bestäubende Insekten, auch für Früchte verzehrende und somit Samen verbreitende andere Tiere. Diese innerhalb von pflanzlichen Zellen gelegenen Organellen, die pigmenthaltigen Plastiden, werden in der Botanik mit einem älteren (überholten) Sammelbegriff zusammengefasst und ebenfalls „Chromatophoren“ genannt.

## Bei Pilzen gibt es keine Farbzellen
Ständerpilze produzieren Farben, insbesondere in der Hutdeckschicht ihrer Fruchtkörper und in ihrem Milchsaft, jedoch ohne Farbzellen.